# Atletismo nos Jogos Pan-Americanos de 1975 - Revezamento 4x100 m feminino
A prova do revezamento 4x100 m feminino nos Jogos Pan-Americanos de 1975 foi realizada na Cidade do México, México.

## Medalhistas
| Ouro                                                                                | Prata                                                                 | Bronze                                                                      |
| USA Estados Unidos Pamela Jiles Brenda Morehead Chandra Cheeseborough Martha Watson | CUB Cuba Marlene Elejarde Fulgencia Romay Silvia Chivás Carmen Valdés | CAN Canadá Patty Loverock Marjorie Bailey Joanne McTaggart Joyce Yakubowich |

### Final
| Posição           | Nação                 | Nomes                                                               | Tempo | Notas |
| ----------------- | --------------------- | ------------------------------------------------------------------- | ----- | ----- |
| Medalha de ouro   | USA Estados Unidos    | Pamela Jiles, Brenda Morehead, Chandra Cheeseborough, Martha Watson | 42.90 |       |
| Medalha de prata  | CUB Cuba              | Marlene Elejarde, Fulgencia Romay, Silvia Chivás, Carmen Valdés     | 43.65 |       |
| Medalha de bronze | CAN Canadá            | Patty Loverock, Marjorie Bailey, Joanne McTaggart, Joyce Yakubowich | 43.68 |       |
| 4                 | JAM Jamaica           |                                                                     | 43.95 |       |
| 5                 | ARG Argentina         |                                                                     | 44.90 |       |
| 6                 | BRA Brasil            |                                                                     | 45.21 |       |
| 7                 | TRI Trinidad e Tobago |                                                                     | 45.56 |       |
| 8                 | BER Bermudas          |                                                                     | 46.00 |       |